# Knickerbocker Club
Ne doit pas être confondu avec Knickerbockers de New York.
Le Knickerbocker Club, appelé aussi de manière informelle « Le Knick », est un club exclusivement masculin fondé en 1871 à New York. Le Knick est considéré comme le plus élitiste cercle des États-Unis, et l'un des plus aristocratiques du monde.

## Historique
Son origine remonte à la Guerre de Sécession (1861-1865). Quelques années plus tard, en effet, le Club de l'Union (Union Club of the City of New York), considéré comme le plus ancien club des gentlemen de la ville, connut des dissensions politiques qui aboutirent à la création de nouveaux clubs - dont le Knickerbocker, marqué à droite (1871).
En 1959, le Knickerbocker Club comptait 550 membres.
Son siège actuel est un manoir néo-georgien situé à l’angle de la 5e Avenue et de la 62e Rue, conçu par les architectes Delano & Aldrich et achevé en 1915. Il fut méticuleusement restauré en 1992.

## Critères d’admission
Les membres du Knickerbocker Club sont presque exclusivement des descendants de familles aristocratiques britanniques et néerlandaises qui gouvernaient les colonies américaines au début des années 1600, ou de familles ayant quitté l’Ancien Continent pour des raisons politiques (par exemple, des partisans de la coalition royaliste contre Cromwell, tels que les « distressed Cavaliers » parmi les colons aristocratiques de Virginie (en)), ou encore des membres actuels de l’aristocratie internationale. Cependant, vers le milieu du XXe siècle, le club a commencé à s’ouvrir à quelques descendants des grandes familles du Gilded Age, comme certains membres de la famille Rockefeller.
E. Digby Baltzell explique dans son livre de 1971, Philadelphia Gentlemen: The Making of a National Upper Class :

« La circulation des élites en Amérique et l’assimilation de nouveaux hommes de pouvoir et d’influence dans l’aristocratie américaine se produisent principalement à travers le réseau des clubs urbains. L’aristocratie de naissance est remplacée par une aristocratie de scrutin. Frederick Lewis Allen a montré comment ce processus s’est déroulé dans le cas des neuf “Lords of Creation” répertoriés dans le New York Social Register en 1905 : “Les neuf hommes qui figuraient dans le Social Register étaient enregistrés comme appartenant en moyenne à 9,4 clubs chacun”, écrivait Allen. “Bien que seuls J. P. Morgan et Cornelius Vanderbilt III appartenaient au Knickerbocker Club, la citadelle des familles patriciennes (tous deux faisaient d’ailleurs déjà partie de familles anciennes et influentes à l’époque), Stillman et Harriman les rejoignirent en devenant membres du presque-aussi prestigieux Union Club ; Baker se joignit à ces quatre-là au Metropolitan Club of New York (plus accessible aux nouvelles fortunes) ; John D. Rockefeller, William Rockefeller Jr. et Rogers, accompagnés de Morgan et Baker, furent répertoriés comme membres de l’Union League Club, bastion républicain ; sept de ces hommes appartenaient au New York Yacht Club. Morgan appartenait à 19 clubs en tout ; Vanderbilt à 15 ; Harriman à 14.” Allen poursuit en montrant comment les descendants de ces géants de la finance ont été assimilés à la haute société : “À titre de note complémentaire, on peut ajouter que si, en 1905, seuls deux de ces dix financiers appartenaient au Knickerbocker Club, en 1933, les petits-fils de six d’entre eux y étaient membres. L’évolution suivante est caractéristique : John D. Rockefeller : Union League Club ; John D. Rockefeller Jr. : University Club ; John D. Rockefeller III : Knickerbocker Club. Tels sont les mécanismes adhésion à l’aristocratie américaine.” »

De son côté, Christopher Doob, dans son livre Social Inequality and Social Stratification in U.S. Society, écrit :

« La richesse personnelle n’a jamais été le seul critère pour obtenir l’adhésion aux clubs les plus exclusifs. L’individu et sa famille doivent répondre aux normes de valeurs et de comportement du comité d’admission. Les anciennes fortunes l’emportent sur les nouvelles, comme l’illustre l’expérience de la famille Rockefeller. John D. Rockefeller, fondateur de la dynastie et premier milliardaire du pays, a rejoint l’Union League Club, un club respectable mais pas de premier rang. John D. Rockefeller Jr., son fils, appartenait à l’University Club, un cran au-dessus de son père. Enfin, son propre fils, John D. Rockefeller III, a atteint le sommet en étant admis au Knickerbocker Club. (Baltzell 1989, 340). »

## Cercles affiliés
Le Knick a des accords de réciprocité avec les cercles suivants : 
- Cercle Royal du Parc (Bruxelles) [1]
- Jockey Club (Paris) [2]
- Circolo della Caccia (it) (Rome)
- Metropolitan Club (en) (Washington D.C.)
- Boodle's (en) (Londres)
- Brook's (en) (Londres)
- Nuevo Club (Madrid)
- Turf Club (Lisbonne)
- Jockey Club für Österreich (Vienne)
- Haagsche Club (nl) (la Haye)
- Nya Sällskapet (sv) (Stockholm)
- Société norvégienne (Oslo)
- Nouveau Cercle de l’Union (Paris)
- Círculo de Armas (es) (Buenos Aires)
- Australian Club (en) (Sydney)
- Kildare Street Club (en) (Dublin)